# Ferran Torrent
Ferran Torrent i Llorca (Sedaví, 31 maggio 1951) è uno scrittore e giornalista spagnolo di lingua catalana.

## Biografia
Ferran Torrent è uno scrittore prolifico, che si dedica soprattutto al romanzo noir.
La sua prima pubblicazione fu il romanzo No emprenyeu el comissari (Non infastidire il commissario). In Italia è stato pubblicato il suo romanzo del 1987, Un negro con un sax, dal quale il regista Francesc Bellmunt ha tratto anche un'omonima pellicola cinematografica.
Nel 1994 ha vinto il prestigioso Premi Sant Jordi de novel·la con il romanzo Gràcies per la propina (Grazie per il suggerimento).
È stato inoltre finalista del Premio Planeta 2004 con il libro La vida en el abismo (La vita negli abissi).

## Opere
- La gola del llop (con Josep Lluís Seguí), 1983
- No emprenyeu el comissari, 1984.
- Penja els guants, Butxana!, 1985.
- Un negre amb un saxo, 1987.
- Cavall i rei. Barcelona, 1989.
- L'any de l'embotit, 1992.
- Gràcies per la propina, 1994.
- Tocant València. Altea, 1995.
- La mirada del tafur, 1997.
- Semental, estimat Butxana, 1997.
- L'illa de l'holandès, 1999.
- Living l'Havana, 1999.
- Cambres d'acer inoxidable, 2000.
- Societat limitada, 2002.
- Espècies protegides, 2004.
- La vida en l'abisme, 2004.
- Judici final, 2006.
- L'any de l'embotit, 2007.
- Només socis, 2008.
- Bulevard dels francesos, 2010.
- Ombres en la nit, 2011.
- Caminaràs entre elefants: Un retrat de Mònica Oltra, 2013.
- Un dinar un dia qualsevol, 2015

## Opere tradotte in italiano
- Un negro con un sax (trad. di Un negre amb un saxo), trad. di Gina Maneri, Marcos y Marcos, Milano, 1997